# Liste de tribus d'Alaska

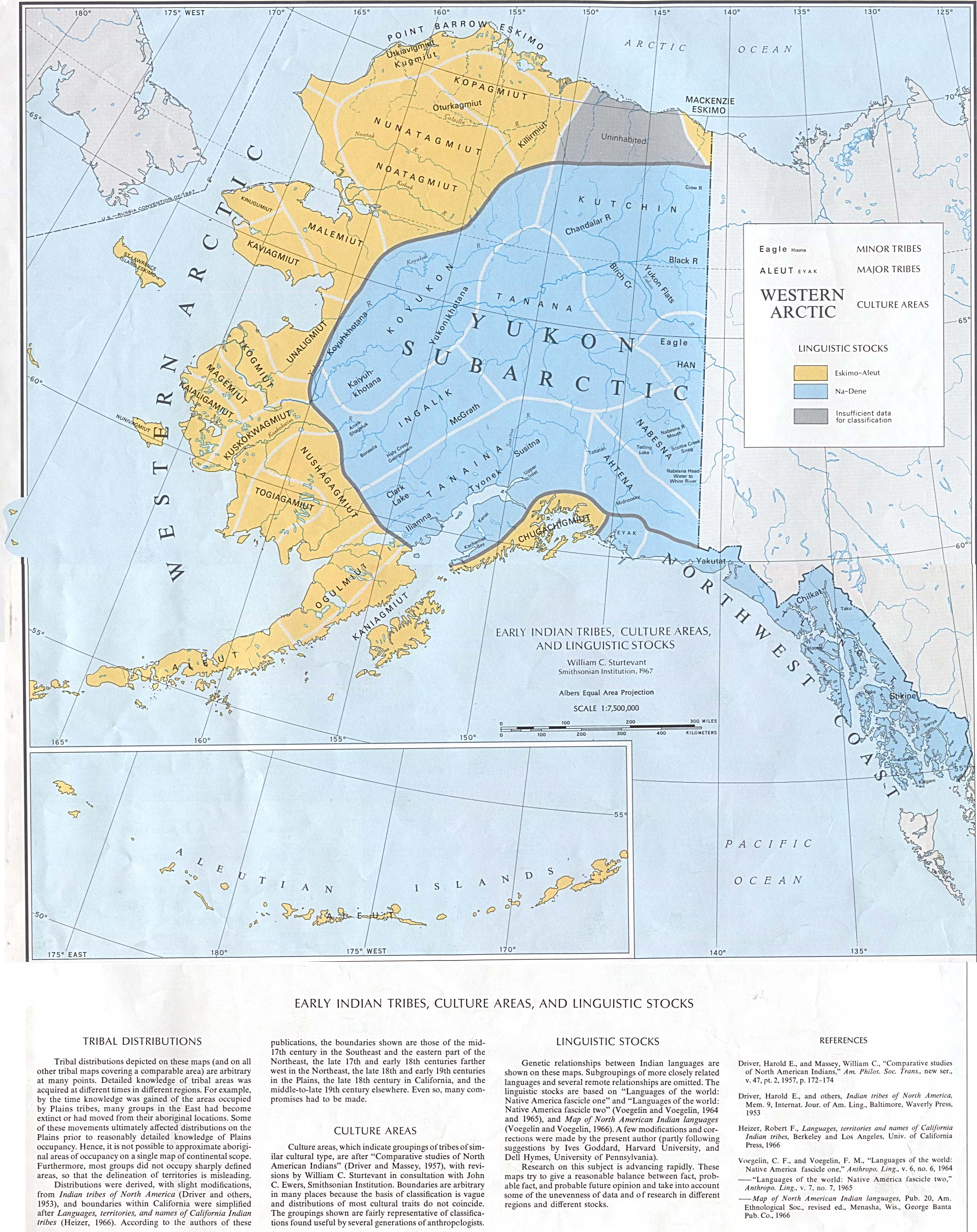
Premières nations de l'Alaska :
A— Peuples na-dené :
a— Yukon Subarctic : '
b— Northwest Coast : Eyak, Tlingit, Haida et Tsimshian
B— Peuples eskimo-aléoutes :
a— Unangan (Aleut)
b— Sugpiaq (Alutiiq): West Sugpiaq (Kaniagmiut) ve East Sugpiaq (Chugachigmiut)
c— Central Alaskan Yup'ik (Ogulmiut, Togiagamiut, Nushagagmiut, Kuskokwagmiut, Kaialigamiut, Magemiut, Ikogmiut, Unaligmiut)
d— Nunivak Cup'ig (Nunivagmiut)
e— Iñupiat (Kaviagmiut, Kinugumiut, Malemiut, Noatagmiut, Nunatagmiut, Oturkagmiut, Killirmiut, Kopagmiut, Kugmiut, Utkiavigmiut, Point Barrow Eskimo) et ' (Mackenzie Eskimo)
f— Siberian Yupik (St. Lawrence Island Eskimo)

La liste des tribus d'Alaska recense les tribus autochtones d'Alaska reconnues par le Bureau des affaires indiennes du gouvernement fédéral des États-Unis.
Les détails sur ce recensement sont donnés dans le Alaska Native Claims Settlement Act (en) de 1971.
La liste est classée en ordre alphabétique, en ignorant les qualificatifs tels « village de » (Village of) et « Village natif de » (Native Village of). Les données proviennent du Registre fédéral des États-Unis (en). Les anciennes entrées ne faisant plus partie de la liste actuelles ont été ajoutées entre parenthèses avec le qualificatif « autrefois ».
- Haut – A
- B
- C
- D
- E
- F
- G
- H
- I
- J
- K
- L
- M
- N
- O
- P
- Q
- R
- S
- T
- U
- V
- W
- X
- Y
- Z
- 0-9

## A
- Native Village of Afognak (en)
(autrefois Village of Afognak (en))
- Agdaagux Tribe of King Cove (en)
- Native Village of Akhiok (en)
- Akiachak Native Community (en)
- Akiak Native Community (en)
- Native Village of Akutan (en)
- Village of Alaka''nuk (en)
- Alatna Village (en)
- Native Village of Aleknagik (en)
- Algaaciq Native Village (en) (St. Mary’s)
- Allaka''ket Village (en)
- Native Village of Ambler (en)
- Village of Anaktuvuk Pass (en)
- Yupiit of Andreafski (en)
- Angoon Community Association (en)
- Village of Aniak (en)
- Anvik Village (en)
- Arctic Village
(voir Native Village of Venetie Tribal Government (en))
- Asa'carsarmiut Tribe (en)
(autrefois Native Village of Mountain Village (en))
- Native Village of Atka (en)
- Village of Atmautluak (en)
- Atqasuk Village (en) (Atkasook)

## B
- Native Village of Barrow Inupiat Traditional Government (en)
- Beaver Village (en)
- Native Village of Belkofski (en)
- Village of Bill Moore's Slough (en)
- Birch Creek Tribe (en)
- Native Village of Brevig Mission (en)
- Native Village of Buckland (en)

## C
- Cantwell
- Chenega
- Chalkyitsik
- Cheesh-Na Tribe (en)
(autrefois Native Village of Chistochina (en))
- Chefornak
- Chevak
- Chickaloon
- Chignik Bay Tribal Council (en)
(autrefois Native Village of Chignik (en))
- Native Village of Chignik Lagoon (en)
- Chignik Lake Village (en)
- Chilkat Indian Village (en) (Klukwan)
- Chilkoot Indian Association (en) (Haines)
- Chinik Eskimo Community (en) (Golovin)
- Native Village of Chitina (en)
- Chuathbaluk (Russian Mission, Kuskokwim)
- Chuloonawick Native Village (en)
- Circle
- Village of Clarks Point (en)
- Native Village of Council (en)
- Craig Community Association (en)
- Village of Crooked Creek (en)
- Curyung Tribal Council (en)
(autrefois Native Village of Dillingham)

## D
- Native Village of Deering (en)
- Native Village of Diomede (en) (aka Inalik)
- Dot Lake
- Douglas Indian Association (en)

## E
- Eagle
- Native Village of Eek (en)
- Egegik Village (en)
- Eklutna Native Village (en)
- Native Village of Ekuk (en)
- Ekwok Village (en)
- Native Village of Elim (en)
- Emmonak Village (en)
- Evansville Village (en)
(aka Bettles Field)
- Native Village of Eyak (en) (Cordova)

## F
- Native Village of False Pass (en)
- Native Village of Fort Yukon (en)

## G
- Native Village of Gakona (en)
- Galena Village (en)
(aka Louden Village)
- Native Village of Gambell (en)
- Native Village of Georgetown (en)
- Native Village of Goodnews Bay (en)
- Organized Village of Grayling (en)
(aka Holikachuk)
- Gulkana Village (en)

## H
- Native Village of Hamilton (en)
- Healy Lake Village (en)
- Holy Cross Village (en)
- Hoonah Indian Association (en)
- Native Village of Hooper Bay (en)
- Hughes Village (en)
- Huslia Village (en)
- Hydaburg Cooperative Association (en)

## I
- Igiugig Village (en)
- Village of Iliamna (en)
- Inupiat Community of the Arctic Slope (en)
- Iqurmuit Traditional Council (en)
(autrefois Native Village of Russian Mission (en))
- Ivanoff Bay Village (en)

## J
Aucune

## K
- Kaguyak Village (en)
- Organized Village of Kake (en)
- Kaktovik Village (en)
(aka Barter Island)
- Village of Kalskag (en)
- Village of Kaltag (en)
- Native Village of Kanatak (en)
- Native Village of Karluk (en)
- Organized Village of Kasaan (en)
- Kaskigluk Traditional Elders Council (en)
(autrefois Native Village of Kasigluk (en))
- Kenaitze Indian Tribe (en)
- Ketchikan Indian Corporation (en)
- Native Village of Kiana (en)
- King Island Native Community (en)
- King Salmon Tribe (en)
- Native Village of Kipnuk (en)
- Native Village of Kivalina (en)
- Klawock Cooperative Association (en)
- Native Village of Kluti Kaah (en)
(aka Copper Center)
- Knik Tribe (en)
- Native Village of Kobuk (en)
- Kokhanok Village (en)
- Native Village of Kongiganak (en)
- Village of Kotlik (en)
- Native Village of Kotzebue (en)
- Native Village of Koyuk (en)
- Koyukuk Native Village (en)
- Organized Village of Kwethluk (en)
- Kwigillingok
- Native Village of Kwinhagak (en)
(aka Quinhagak)

## L
- Native Village of Larsen Bay (en)
- Levelock Village (en)
- Lesnoi Village (en)
(aka Woody Island)
- Lime Village
- Village of Lower Kalskag (en)

## M
- Manley Hot Springs Village (en)
- Manokotak Village (en)
- Marshall
(aka Fortuna Ledge)
- Native Village of Mary's Igloo (en)
- McGrath Native Village (en)
- Native Village of Mekoryuk (en)
- Mentasta Traditional Council (en)
- Metlaka''tla Indian Community (en), Annette Island Reserve
- Native Village of Minto (en)

## N
- Naknek Native Village (en)
- Native Village of Nanwalek (en)
(aka English Bay)
- Native Village of Napaimute (en)
- Native Village of Napakiak (en)
- Native Village of Napaskiak (en)
- Native Village of Nelson Lagoon (en)
- Nenana Native Association (en)
- New Koliganek Village Council (en)
(autrefois Koliganek Village (en))
- New Stuyahok Village (en)
- Newhalen Village (en)
- Newtok Village (en)
- Native Village of Nightmute (en)
- Nikolai Village (en)
- Native Village of Nikolski (en)
- Ninilchik Village
- Native Village of Noatak (en)
- Nome Eskimo Community (en)
- Nondalton Village (en)
- Noorvik Native Community (en)
- Northway Village
- Native Village of Nuiqsut (en)
(aka Nooiksut)
- Nulato Village (en)
- Nunaka''uyarmiut Tribe (en)
(autrefois Native Village of Toksook Bay (en))
- Native Village of Nunam Iqua (en)
(autrefois Native Village of Sheldon's Point (en))
- Native Village of Nunapitchuk (en)

## O
- Village of Ohogamiut (en)
- Village of Old Harbor (en)
- Orutsararmuit Native Village (en)
(aka Bethel)
- Oscarville Traditional Village (en)
- Native Village of Ouzinkie (en)

## P
- Native Village of Paimiut (en)
- Pauloff Harbor Village (en)
- Pedro Bay Village (en)
- Native Village of Perryville (en)
- Petersburg Indian Association (en)
- Native Village of Pilot Point (en)
- Pilot Station Traditional Village (en)
- Native Village of Pitka's Point (en)
- Platinum Traditional Village (en)
- Native Village of Point Hope (en)
- Native Village of Point Lay (en)
- Native Village of Port Graham (en)
- Native Village of Port Heiden (en)
- Native Village of Port Lions (en)
- Portage Creek Village (en)
(aka Ohgsenakale)
- Pribilof Islands Aleut Communities of St. Paul & St. George Islands (en)

## Q
- Qagan Tayagungin Tribe of Sand Point Village (en)
- Qawalangin Tribe of Unalaska (en)

## R
- Rampart Village (en)
- Village of Red Devil (en)
- Native Village of Ruby (en)

## S
- Île Saint George
(voir Pribilof Islands Aleut Communities of St. Paul & St. George Islands (en))
- Native Village of Saint Michael (en)
- Île Saint-Paul
(voir Pribilof Islands Aleut Communities of St. Paul & St. George Islands (en))
- Village of Salamatoff (en)
- Native Village of Savoonga (en)
- Saxman
- Native Village of Scammon Bay (en)
- Native Village of Selawik (en)
- Seldovia Village Tribe (en)
- Shageluk Native Village (en)
- Native Village of Shaktoolik (en)
- Native Village of Shishmaref (en)
- Native Village of Shungnak (en)
- Sitka Tribe of Alaska (en)
- Skagway Village (en)
- Village of Sleetmute (en)
- Village of Solomon (en)
- South Naknek Village (en)
- Stebbins Community Association (en)
- Native Village of Stevens (en)
- Village of Stony River (en)
- Sun'aq Tribe of Kodiak (en)
(autrefois Shoonaq' Tribe of Kodiak (en))

## T
- Takotna Village (en)
- Native Village of Tanacross (en)
- Native Village of Tanana (en)
- Native Village of Tatitlek (en)
- Native Village of Tazlina (en)
- Telida Village (en)
- Native Village of Teller (en)
- Native Village of Tetlin (en)
- Central Council of the Tlingit & Haida Indian Tribes (en)
- Traditional Village of Togiak (en)
- Tuluksak Native Community (en)
- Native Village of Tuntutuliak (en)
- Native Village of Tununak (en)
- Twin Hills Village (en)
- Native Village of Tyonek (en)

## U
- Ugashik Village (en)
- Umkumiute Native Village (en)
- Native Village of Unalakleet (en)
- Native Village of Unga (en)

## V
- Village of Venetie (en)
(voir Native Village of Venetie Tribal Government (en))
- Native Village of Venetie Tribal Government (en) (Arctic Village et Village of Venetie (en))

## W
- Village of Wainwright (en)
- Native Village of Wales (en)
- Native Village of White Mountain (en)
- Wrangell Cooperative Association (en)

## X
Aucune

## Y
- Yakutat Tlingit Tribe (en)

## Z
Aucune

### Registre fédéral

#### Version actuelle
- (en) Federal Register, volume 78, numéro 87, 6 mai 2013 (78 FR (en) 26384) – 566 entrées

#### Anciennes version
- (en) Federal Register, volume 77, numéro 155, 10 août 2012 (77 FR (en) 47868) – 566 entrées
- (en) Federal Register, volume 75, numéro 190, 1er octobre 2010 (75 FR (en) 60810), avec un supplémentaire, volume 75, numéro 207, 27 octobre 2010 (75 FR (en) 66124) – 565+1 entrées
- (en) Federal Register, volume 74, numéro 153, 11 août 2009 (74 FR (en) 40218) – 564 entrées
- (en) Federal Register, volume 73, numéro 66, 4 avril 2008 (73 FR (en) 18553) – 562 entrées
- (en) Federal Register, volume 72, numéro 55, 22 mars 2007 (72 FR (en) 13648) – 561 entrées
- (en) Federal Register, volume 70, numéro 226, 25 novembre 2005 (70 FR (en) 71194) – 561 entrées
- (en) Federal Register, volume 68, numéro 234, 5 décembre 2003 (68 FR (en) 68180) – 562 entrées
- (en) Federal Register, volume 67, numéro 134, 12 juillet 2002 (67 FR (en) 46328) – 562 entrées
- (en) Federal Register, volume 65, numéro 49, 13 mars 2000 (65 FR (en) 13298) – 556 entrées
- (en) Federal Register, volume 63, numéro 250, 30 décembre 1998 (63 FR (en) 71941) – 555 entrées
- (en) Federal Register, volume 62, numéro 205, 23 octobre 1997 (62 FR (en) 55270) – 555 entrées
- (en) Federal Register, volume 61, numéro 220, 13 novembre 1996 (61 FR (en) 58211) – 555 entrées
- (en) Federal Register, volume 60, numéro 32, 16 février 1995 (60 FR (en) 9250) – 552 entrées
- (en) Federal Register, volume 58, numéro 202, 21 octobre 1993 (58 FR (en) 54364)
- (en) Federal Register, volume 53, numéro 250, 29 décembre 1988 (53 FR (en) 52829)
- (en) Federal Register, volume 47, numéro 227, 24 novembre 1982 (47 FR (en) 53133) Première présence de l'Alaska
- (en) Federal Register, volume 44, numéro 26, 6 février 1979 (44 FR (en) 7235) – Première liste dans les 48 États.